# Plectropomus
Plectromopus Oken, 1817 è un genere di pesci ossei della famiglia Serranidae.

## Tassonomia
Comprende le seguenti specie:
- Plectropomus areolatus (Rüppell, 1830)
- Plectropomus laevis (Lacepède, 1801)
- Plectropomus leopardus (Lacepède, 1802)
- Plectropomus maculatus (Bloch, 1790)
- Plectropomus oligacanthus (Bleeker, 1855)
- Plectropomus pessuliferus (Fowler, 1904)
- Plectropomus punctatus (Quoy & Gaimard, 1824)